# Eparchia di Brėst

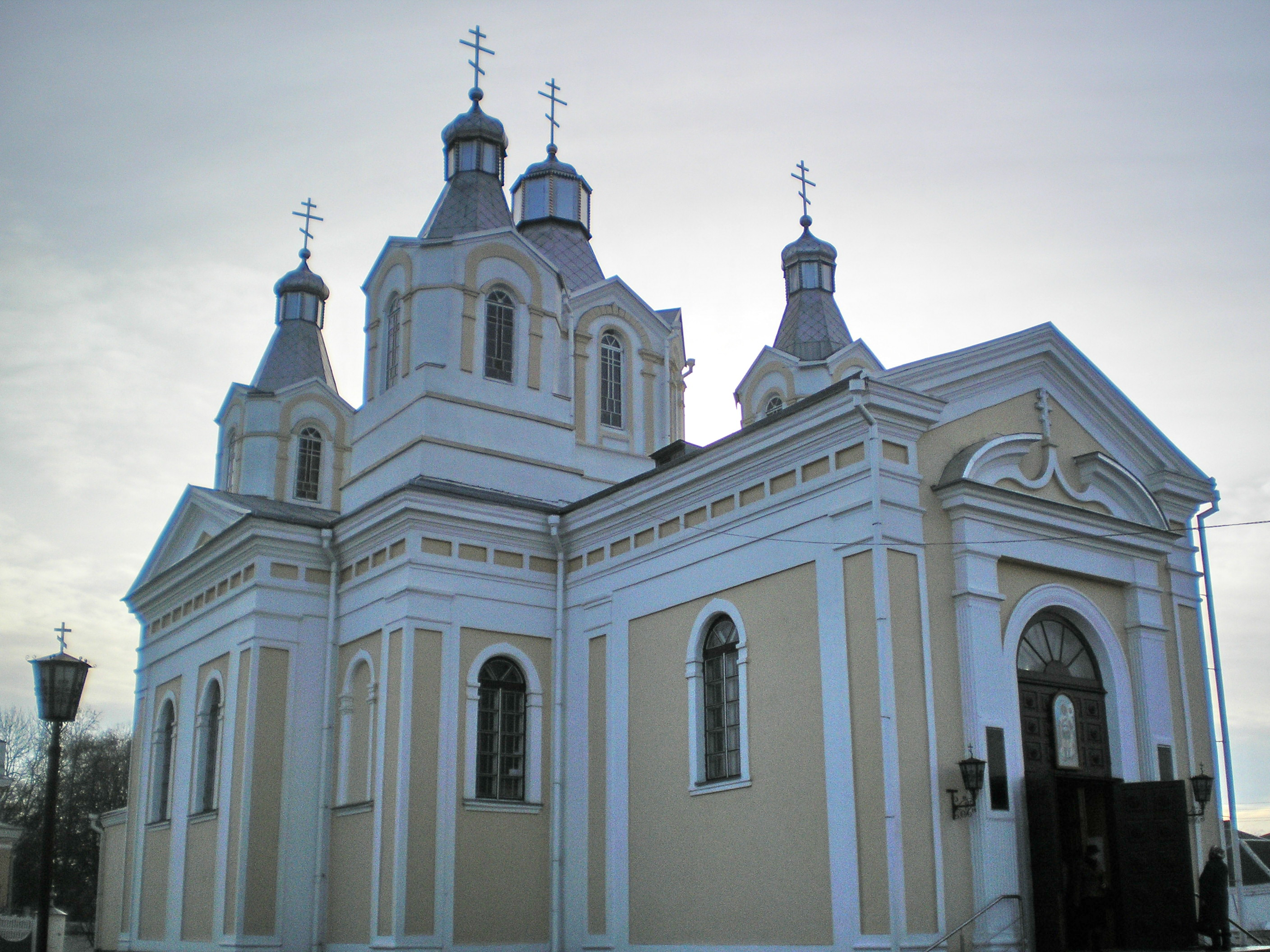
Concattedrale di Aleksandr Nevskij a Kobryn.

L'eparchia di Brėst (in bielorusso: Брестская епархия; in russo Брестская епархия?) è un'eparchia dell'esarcato bielorusso del Patriarcato di Mosca.
Dal 2 ottobre 2002 l'eparca è l'arcivescovo Giovanni di Brest e Kobryn, nato Lev Danilavich Khama.

## Territorio
L'eparchia comprende la città di Brėst e i distretti di Brėst, Bjaroza, Drahičyn, Žabinka, Kamjanec, Kobryn, Malaryta e Pružany della Regione di Brėst.
Sede eparchiale è Brėst, dove si trova la cattedrale di San Simeone. A Kobryn sorge la concattedrale di Aleksandr Nevskij.
Il territorio è suddiviso in 203 parrocchie (nel 2024).

## Storia
L'eparchia di Brėst è stata fondata il 6 marzo del 1839, poi inglobata come vicariato nell'ambito dell'eparchia di Vilnius e Lituania il 22 gennaio del 1840. Il vicariato di Brėst ha avuto un proprio vicario nominato fino al 1900, quando è stato assegnato all'eparchia di Hrodna.
Il 24 marzo del 1941 è stato ricreato il vicariato di Brėst. Dopo la liberazione della Bielorussia dalle truppe tedesche è stata fondata nel 1944 l'eparchia di Brėst, abolita nel 1948 e riannessa all'eparchia di Hrodna prima, e nel 1952 all'eparchia di Minsk.
L'eparchia nel suo assetto attuale è stato eretta dal Santo Sinodo della Chiesa ortodossa russa il 31 gennaio 1990 con una risoluzione del Sinodo della Chiesa ortodossa bielorussa del 6 febbraio 1990, ricavandone il territorio dall'eparchia di Pinsk.